# ارتم بارانوفسکی
ارتم بارانوفسکی (اوکراینی: Артем Миколайович Барановський؛ زادهٔ ۱۷ مارس ۱۹۹۰) بازیکن فوتبال اهل اوکراین است.
از باشگاه‌هایی که در آن بازی کرده‌است می‌توان به باشگاه فوتبال متالورگ دونتسک و باشگاه فوتبال استال کامیانسکه اشاره کرد.